# Роланд (Оклахома)
Роланд (англ. Roland) — місто (англ. town) в США, в окрузі Секвоя штату Оклахома. Населення — 3316 осіб (2020).

## Географія
Роланд розташований за координатами 35°25′2″ пн. ш. 94°30′35″ зх. д. / 35.41722° пн. ш. 94.50972° зх. д. (35.417203, -94.509757).  За даними Бюро перепису населення США в 2010 році місто мало площу 7,51 км², з яких 7,43 км² — суходіл та 0,07 км² — водойми.

## Демографія
Згідно з переписом 2010 року, у місті мешкало 3169 осіб у 1203 домогосподарствах у складі 828 родин. Густота населення становила 422 особи/км².  Було 1329 помешкань (177/км²).
Расовий склад населення:
| - 72,8 % — білих - 11,8 % — корінних американців - 5,1 % — чорних або афроамериканців - 0,2 % — азіатів - 1,4 % — осіб інших рас |

До двох чи більше рас належало 8,7 %. Частка іспаномовних становила 4,2 % від усіх жителів.
За віковим діапазоном населення розподілялося таким чином: 29,4 % — особи молодші 18 років, 57,5 % — особи у віці 18—64 років, 13,1 % — особи у віці 65 років та старші. Медіана віку мешканця становила 34,0 року. На 100 осіб жіночої статі у місті припадало 90,9 чоловіків;  на 100 жінок у віці від 18 років та старших — 82,5 чоловіків також старших 18 років.
Середній дохід на одне домашнє господарство  становив 42 818 доларів США (медіана — 33 095), а середній дохід на одну сім'ю — 47 815 доларів (медіана — 37 744). За межею бідності перебувало 30,3 % осіб, у тому числі 37,6 % дітей у віці до 18 років та 10,3 % осіб у віці 65 років та старших.
Цивільне працевлаштоване населення становило 1361 осіб. Основні галузі зайнятості: освіта, охорона здоров'я та соціальна допомога — 23,6 %, виробництво — 16,8 %, роздрібна торгівля — 13,5 %, мистецтво, розваги та відпочинок — 12,6 %.